# John Bliss
John Bliss, (Peoria (Illinois), Estados Unidos, 8 de octubre de 1930 - Glendale (California), Estados Unidos, 28 de febrero de 2008) fue un actor estadounidense. 

## Biografía
John es conocido por interpretar al exdirector y profesor Irving Pal en la serie de Nickelodeon, Manual de supervivencia escolar de Ned. También fue visto en la película Reanimado como el abuelo. Él recuerda con cariño a George Clooney, y cómo George era tan amable lo llamó "Mr. Bliss", y le ofreció comida en el set de "Intolerable Cruelty".
Había muchas historias que contar de la vida de sus aventuras, y fue un talentoso actor. En algunos de sus cuentos, nos dijo que había nacido para actuar los padres en Peoria, Illinois, pero se mudó de vez en cuando (de la Florida, Nueva York, Europa). Cuando era un niño, actuando sobre el escenario con sus padres, que rara vez le dijo a los demás de su verdadera profesión de la actuación, ya que fue "despreciado en aquellos días."
John murió el 28 de febrero de 2008 de complicaciones de un aneurisma aórtico. Tenía 77 años.